# سون‌دو، قبوستان
سون‌دو (به لاتین: Sündü) یک منطقه مسکونی در جمهوری آذربایجان است که در شهرستان قبوستان واقع شده‌است. سون‌دو ۲۶۸۲ نفر جمعیت دارد.